# Ou Chuliang
Ou Chuliang (Guangzhou, 26 de agosto de 1968) é um ex-futebolista profissional chinês, goleiro, atualmente assistente técnico.

## Títulos

### Shanghai Shenhua
- Chinese FA Cup: 1998